# 길로틴 트래지디
길로틴 트래지디(영어: The Widow of Saint-Pierre)는 2000년에 개봉한 프랑스의 영화이다.

## KBS 성우진 (2003년 1월 12일)
- 장광 - 대위(다니엘 오떼유)
- 서혜정 - 마담 라(쥘리에트 비노슈)
- 성완경 - 닐(에미르 쿠스투리차)
- 임종국 - 주지사
- 김정호 - 판사
- 이윤선 - 세바스
- 김익태 - 안경 쓴 남자
- 이종구 - 주지사 아버지
- 최병상 - 루이
- 이재용 - 소위
- 송덕희 - 마리
- 문지현 - 술집 아낙
- 김정주 - 판사 부인
- 정미경 - 소년
- 류다무현 - 대위 보좌관
- 양석정 - 군인